# Glimmande nymf (musikalbum)
Glimmande nymf är ett studioalbum av Fred Åkerström med sånger av Carl Michael Bellman. Skivan gavs ut i februari 1975 på skivbolaget Metronome (skivnummer MLP 15.548). Det utkom på CD 1990 (skivnummer 9031-70855-2).
Albumet spelades in tillsammans med Trio CMB, vilken förutom Åkerström bestod av Katarina Fritzén (flöjt) och Örjan Larson (cello). Det producerades av Åkerström tillsammans med Hans Englund och låtarna arrangerades av Trio CMB. Illustrationen på omslaget är av Johan Tobias Sergel och konvoluttexten skrevs av Åkerström.
Åkerström hade spelat in Bellman redan 1964 då han gjorde "Nå skruva fiolen" tillsammans med Ann-Louise Hanson och Cornelis Vreeswijk. Fem år senare kom albumet Fred sjunger Bellman (1969). Genom Glimmande nymf och Vila vid denna källa (1977) kom han att etablera sig som en av sin tids stora Bellmantolkare. I sina tolkningar spände Åkerström över ett brett känsloregister, från kraftfullt vresig till lågmält kärleksfull. Han var noga med hur orden skulle uttalas och hur visorna skulle tolkas.
Albumet är inkluderat i boken Tusen svenska klassiker (2009).

## Innehåll
Text och musik av Carl Michael Bellman.
1. "Nå skruva fiolen (epistel nr. 2)" – 2:19
2. "Ack du min moder (epistel nr. 23)" – 8:05
3. "Mollberg satt i paulun (epistel nr. 41)" – 4:38
4. "Gråt Fader Berg (epistel nr. 12)" – 4:15
5. "Glimmande nymf (epistel nr. 72)" – 6:30
6. "Fader Bergström (epistel nr. 63)" – 2:32
7. "Bröderna fara väl vilse ibland (epistel nr. 35)" – 7:23
8. "Så lunka vi så småningom (sång nr. 21)" – 4:24

## Medverkande
- Hans Englund – producent
- Katarina Fritzén – flöjt
- Janne Hansson – tekniker
- Örjan Larson – cello
- Trio CMB – arrangemang
- Fred Åkerström – sång, gitarr, producent

## Listplaceringar
| Lista (1976) | Topplacering |
| ------------ | ------------ |
| Sverige      | 25           |

### Fotnoter
1. 1 2 3  ”Glimmande nymf”. Discogs.com. http://www.discogs.com/Fred-%C3%85kerstr%C3%B6m-Trio-CMB-Glimmande-Nymf/release/4086599. Läst 1 februari 2013.
2. 1 2  Gradvall et al 2009, #398
3. ↑  Placeringar på den svenska albumlistan